# Robert M. Haas
Robert M. Haas (* 3. Januar 1889 in Newark, New Jersey; † 17. Dezember 1962 in Costa Mesa, Kalifornien) war ein US-amerikanischer Filmarchitekt mit beachtlicher Karriere bei Warner Bros. in den 1930er und 1940er Jahren.

## Leben
Robert M. Haas hatte Architektur an der University of Pennsylvania studiert und seit 1912 als freischaffender Architekt gearbeitet, ehe er 1920 als künstlerischer Leiter zur Filmgesellschaft Famous Players-Lasky Corporation ging. Mit seinen Dekors zur ersten bedeutsamen Verfilmung des Gruselliteraturklassikers Dr. Jekyll und Mr. Hyde erhielt Haas bereits in seinem ersten Arbeitsjahr eine interessante Aufgabe. Später (1923/24) zeigte sich besonders seine Zusammenarbeit mit dem Regisseur Henry King als fruchtbar.
Seit 1929 für Warner Bros. aktiv, konnte Robert Haas erst ab Mitte der 30er Jahre lohnende Aufträge ergattern, zunächst vor allem als Designer für die Filme Mervyn Le Roys, später häufig für diverse Bette-Davis-Starvehikel wie Jezebel – Die boshafte Lady, Opfer einer großen Liebe und Reise aus der Vergangenheit. Mit seinen nüchternen Dekorationen zu dem Kultkrimi Die Spur des Falken trug Haas 1941 dazu bei, den Film noir aus der Taufe zu heben. 1948 und 1949 erhielt er jeweils eine Oscarnominierung für seine Arbeit an der Familienkomödie Unser Leben mit Vater und am Melodram Schweigende Lippen. Nach den Dekoentwürfen zur einfühlsamen Verfilmung von Tennessee Williams’ Die Glasmenagerie mit Kirk Douglas und Jane Wyman zog sich Haas 1950 vom Kinofilm zurück.

## Filmografie (Auswahl)
- 1920: The Copperhead
- 1920: In den Krallen des Satans (Dr. Jekyll and Mr. Hyde)
- 1921: The Gilded Lily
- 1921: Footlights
- 1921: Für ewig … (Forever)
- 1923: Die verlorene Mutter (Fury)
- 1923: Die weiße Schwester (The White Sister)
- 1924: Die Hochzeit von Florenz (Romola)
- 1924: Die Sünde der Schwester (Sackcloth and Scarlet)
- 1926: Abenteuer in New York (The Wilderness Woman)
- 1926: The Reckless Lady
- 1926: The Dancer of Paris
- 1929: She Goes to War
- 1930: Hell Harbour
- 1931: Mary Ann hat gesiegt (Merely Mary Ann)
- 1932: Crooner
- 1932: Silberdollar (Silver Dollar)
- 1932: Ein Dieb mit Klasse (Jewel Robbery)
- 1933: Frisco Jenny
- 1933: Employees’ Entrance
- 1933: Der kleine Gangsterkönig (The Little Giant)
- 1933: Ein charmanter Schwindler (Hard to Handle)
- 1933: Der Mann mit der Kamera (Picture Snatcher)
- 1933: Verschollen in New York (Bureau of the Missing Persons)
- 1933: I Loved a Woman
- 1933: Der Frauenheld (Lady Killer)
- 1934: Tag, Nellie! (Hi, Nellie!)
- 1934: A Modern Hero
- 1934: The Key
- 1934: Sweet Adeline
- 1934: Leben um jeden Preis (Living on Velvet)
- 1934: 1929 – Manhattan N.Y. (Gentlemen Are Born)
- 1935: Öl für die Lampen Chinas (Oil for the Lamps of China)
- 1935: Dreimal läuten … einmal Liebe (Page Miss Glory)
- 1935: Seitensprünge (The Goose and the Gander)
- 1935: Gehetzte Frauen (I Found Stella Parish)
- 1935: Der Jazzkadett (Shipmates Forever)
- 1935: Louis Pasteur (The Story of Louis Pasteur)
- 1936: Flammende Nächte (Another Dawn)
- 1936: Geheimbund Schwarze Legion (Black Legion)
- 1937: Mit eiserner Faust (The Prince and the Pauper)
- 1937: Ein König und ein Girl (The King and the Chorus Girl)
- 1937: Ein Mann wie man ihn wünscht (The Perfect Specimen)
- 1937: Der dritte Grad (They Won’t Forget)
- 1937: Hollywood Hotel
- 1938: Jezebel – Die boshafte Lady (Jezebel)
- 1938: Im Garten des Mondes (Garden of the Moon)
- 1938: Chicago – Engel mit schmutzigen Gesichtern (Angels with Dirty Faces)
- 1939: Opfer einer großen Liebe (Dark Victory)
- 1939: Die alte Jungfer (The Old Maid)
- 1940: Im Taumel der Großstadt (City for Conquest)
- 1940: Four Mothers
- 1941: Schönste der Stadt (The Strawberry Blonde)
- 1941: Dive Bomber
- 1941: Der Mann, der zum Essen kam (The Man Who Came to Dinner)
- 1941: Die Spur des Falken (The Maltese Falcon)
- 1942: Ich will mein Leben leben (In This Our Life)
- 1942: Juke Box-Fieber (Juke Girl)
- 1942: Die Gaylords (The Gay Sisters)
- 1942: Reise aus der Vergangenheit (Now, Voyager)
- 1942: Abenteuer in Panama (Across the Pacific)
- 1942: Aufstand in Trollness (Edge of Darkness)
- 1943: Auf Ehrenwort (Uncertain Glory)
- 1944: Das Leben der Mrs. Skeffington (Mr. Skeffington)
- 1944: Janie
- 1945: Eine Frau mit Unternehmungsgeist (Roughly Speaking)
- 1946: Devotion
- 1946: Die große Lüge (A Stolen Life)
- 1946: Unser Leben mit Vater (Life with Father)
- 1947: My Girl Tisa
- 1947: The Voice of the Turtle
- 1948: Schweigende Lippen (Johnny Belinda)
- 1948: Der Stachel des Bösen (Beyond the Forest)
- 1948: John Loves Mary
- 1948: Mein Traum bist Du (My Dream Is Yours)
- 1949: Die sündige Stadt (The Inspector General)
- 1949: Im Solde des Satans (The Damned Don’t Cry)
- 1949: Tritt ab, wenn sie lachen (Always Leave Them Laughing)
- 1950: Die Glasmenagerie (The Glass Menagerie)